# Doktorzy honoris causa Uniwersytetu Ekonomicznego w Krakowie

## Doktoraty honoris causa nadane przez Akademię Ekonomiczną w Krakowie[1]
- 1975 – prof. Mieczysław Mysona, Akademia Ekonomiczna w Krakowie
- 1975 – prof. Grzegorz Leopold Seidler, Uniwersytet Marii Curii Skłodowskiej w Lublinie
- 1979 – prof. Borys Michajłowicz Moczałow, Instytut Gospodarki Narodowej im. Plechanowa w Moskwie
- 1983 – prof. Stanisław Hoszowski, Akademia Ekonomiczna w Krakowie
- 1984 – prof. Kazimierz Secomski, Szkoła Główna Planowania i Statystyki w Warszawie
- 1985 – prof. Zdzisław Hellwig, Akademia Ekonomiczna we Wrocławiu
- 1986 – prof. Czesław Bobrowski, Uniwersytet Warszawski
- 1987 – prof. Ládislav Rendoš(inne języki), Wyższa Szkoła Ekonomiczna w Bratysławie, Słowacja
- 1989 – prof. Arend D. Lubbers, Grand Valley State University, USA
- 1990 – prof. Janet G. Chapman, University of Pittsburgh, USA
- 1993 – prof. Zbigniew Fellenbüchl, University of Windsor, Kanada
- 1995 – prof. Leszek Kasprzyk, Uniwersytet Warszawski
- 1995 – prof. Władysław Welfe, Uniwersytet Łódzki
- 1998 – prof. Philip Kotler, Northwestern University, USA
- 2000 – prof. Jan Marian Małecki, Akademia Ekonomiczna w Krakowie
- 2005 – prof. Alessandro Anastasi, Uniwersytet w Mesynie, Włochy
- 2005 – prof. Jerzy Trzcieniecki, Akademia Ekonomiczna w Krakowie

## Doktoraty honoris causa nadane przez Uniwersytet Ekonomiczny w Krakowie[1]
- 2007 – prof. Jeffrey Sachs, Columbia University, USA
- 2008 – prof. Ryszard Tadeusiewicz, Akademia Górniczo-Hutnicza w Krakowie/Uniwersytet Ekonomiczny w Krakowie
- 2008 – prof. Hans-Hermann Bock(inne języki), Rheinisch-Westfälische Technische Hochschule Aachen, Niemcy
- 2008 – prof. János Kornai, Harvard University/Collegium Budapest, USA/Węgry
- 2008 – prof. Knut Bleicher, St. Gallen Business School, Szwajcaria
- 2010 – prof. Leszek Balcerowicz, Szkoła Główna Handlowa w Warszawie
- 2010 – prof. Olivier Blanchard, Massachusetts Institute of Technology, USA
- 2010 – prof. Anatolij A. Mazaraki(inne języki), Kijowski Narodowy Uniwersytet Handlowo-Ekonomiczny, Ukraina
- 2012 – prof. Andrzej Korzeniowski, Uniwersytet Ekonomiczny w Poznaniu
- 2012 – prof. Krzysztof Jajuga, Uniwersytet Ekonomiczny we Wrocławiu
- 2013 – prof. Rudolf Sivák, Uniwersytet Ekonomiczny w Bratysławie, Słowacja
- 2015 – prof. Thomas J. Haas(inne języki), Grand Valley State University, USA